# William Edwin Haesche
William Edwin Haesche (* 11. April 1867 in New Haven, Connecticut; † 26. Januar 1929 in Roanoke, Virginia) war ein US-amerikanischer Komponist.
Haesche studierte bei Bernhard Friedrich Wilhelm Listemann, Ernst Perabo und Horatio Parker. Er wirkte als Violinist beim Sinfonieorchester von New Haven, das er mitbegründet hatte. Seit 1903 unterrichtete er Instrumentation an der Yale University, danach war er Lehrer für Musiktheorie am Hollins College in Virginia.
Haesche komponierte eine Sinfonie, drei sinfonische Dichtungen, eine Kantate, Ouvertüren, Kammermusik, Chöre und Lieder.

## Werke
- Wald-Idyll, sinfonische Dichtung
- Fridtjof und Ingeborg, sinfonische Dichtung
- Der Süden, sinfonische Dichtung
- Die verwunschene Eiche von Nannau, dramatische Kantate

| Personendaten    | Personendaten               |
| ---------------- | --------------------------- |
| NAME             | Haesche, William Edwin      |
| KURZBESCHREIBUNG | US-amerikanischer Komponist |
| GEBURTSDATUM     | 11. April 1867              |
| GEBURTSORT       | New Haven, Connecticut, USA |
| STERBEDATUM      | 26. Januar 1929             |
| STERBEORT        | Roanoke, Virginia, USA      |